# Ronde van Vlaanderen 1978
De 62ste editie van de Ronde van Vlaanderen werd verreden op 9 april 1978 over een afstand van 260 km van Sint-Niklaas naar Meerbeke. De gemiddelde uursnelheid van de winnaar was 41,935 km/h. Van de 174 vertrekkers bereikten er 47 de aankomst.

## Hellingen
| - Oude Kwaremont - Koppenberg - Taaienberg | - Eikenberg - Volkegemberg - Boigneberg | - Muur - Bosberg |

## Uitslag
| Rang | Renner                 | Land           | Ploeg             | Tijd     |
| ---- | ---------------------- | -------------- | ----------------- | -------- |
| 1    | Walter Godefroot       | België         | IJsboerke-Gios    | 6h12'00" |
| 2    | Michel Pollentier      | België         | Flandria-Velda    | z.t.     |
| 3    | Gregor Braun           | West-Duitsland | Peugeot-Esso      | z.t.     |
| 4    | Jos Jacobs             | België         | IJsboerke-Gios    | op 50"   |
| 5    | Jean-Luc Vandenbroucke | België         | Peugeot-Esso      | z.t.     |
| 6    | Herman Vanspringel     | België         | Marc Zeepcentrale | z.t.     |
| 7    | Francesco Moser        | Italië         | Sanson            | z.t.     |
| 8    | Freddy Maertens        | België         | Flandria-Velda    | z.t.     |
| 9    | Walter Planckaert      | België         | C&A               | z.t.     |
| 10   | Roger De Vlaeminck     | België         | Sanson            | z.t.     |

1913 · 
1914 · 
1915 · 
1916 · 
1917 · 
1918 · 
1919 · 
1920 · 
1921 · 
1922 · 
1923 · 
1924 · 
1925 · 
1926 · 
1927 · 
1928 · 
1929 · 
1930 · 
1931 · 
1932 · 
1933 · 
1934 · 
1935 · 
1936 · 
1937 · 
1938 · 
1939 · 
1940 · 
1941 · 
1942 · 
1943 · 
1944 · 
1945 · 
1946 · 
1947 · 
1948 · 
1949 · 
1950 · 
1951 · 
1952 · 
1953 · 
1954 · 
1955 · 
1956 · 
1957 · 
1958 · 
1959 · 
1960 · 
1961 · 
1962 · 
1963 · 
1964 · 
1965 · 
1966 · 
1967 · 
1968 · 
1969 · 
1970 · 
1971 · 
1972 · 
1973 · 
1974 · 
1975 · 
1976 · 
1977 · 
1978 · 
1979 · 
1980 · 
1981 · 
1982 · 
1983 · 
1984 · 
1985 · 
1986 · 
1987 · 
1988 · 
1989 · 
1990 · 
1991 · 
1992 · 
1993 · 
1994 · 
1995 · 
1996 · 
1997 · 
1998 · 
1999 · 
2000 · 
2001 · 
2002 · 
2003 · 
2004 · 
2005 · 
2006 · 
2007 · 
2008 · 
2009 · 
2010 · 
2011 · 
2012 · 
2013 · 
2014 · 
2015 · 
2016 · 
2017 · 
2018 · 
2019 · 
2020 · 
2021 · 
2022 · 
2023 · 
2024 · 
2025
Lijst van beklimmingen